# Реімбурсація
Реімбурсація (англ. reimbursement — виплата компенсацій) — загальноприйнята в міжнародній практиці охорони здоров'я назва процесу, за допомогою якого система охорони здоров'я впливає на доступність лікарських препаратів та медичних послуг для населення.
Система реімбурсації є соціально-економічною системою, метою якої є забезпечення доступності лікарських препаратів та фармацевтичної допомоги в цілому, суб'єктом якої є уповноважені органи, що здійснюють компенсаційні виплати з певних джерел фінансування, об'єктом — певні категорії захворювань та хворих.

## Принципи і завдання
Основним принципом є забезпечення економічної (ціна) і фізичної (наявність на ринку країни) доступності медикаментів для всього населення, що виконується механізмами державного регулювання ціноутворення.
Доступність ліків для населення визначається країною проживання з урахуванням особливостей державної політики в галузі фармації, відмінностей в організації систем медичного страхування, систем компенсації вартості ліків, цінової та податкової політики. Системи компенсації вартості лікарських препаратів населенню існують майже в усіх країнах.
Основним завданням є мінімізація витрат громадян і державного бюджету на придбання ліків.

## Організаційні структури
Джерела фінансування, умови надання компенсації, методи регулювання цін з боку держави, принципи відбору ліків для компенсації та інше чинники є основними в організаційних структурах систем реімбурсації в різних країнах.
У Європі відмінності методів надання компенсації визначаються найперше у виборі критеріїв адресатів і рівнів відшкодування, якими є:
- категорія споживача (соціально незахищені верстви населення, люди, які страждають на захворювання з тяжким перебігом або хронічні та інші);
- вид фармацевтичної допомоги (стаціонарна, амбулаторна);
- вартість придбаних препаратів за певний період;
- властивості препарату (внесення до «позитивного списку», ціна).

Складові встановлення цін та обсягів компенсації такі:
- отримання дозволу на реалізацію препарату,
- відповідність препарату критеріям ефективності, безпеки та якості,
- перемовини із закладами, що здійснюють виплату компенсацій, та інші.

Соціально-економічні стратегії функціонування системи реімбурсації умовно можна поділити на дві системи:
- державна система медичної та фармацевтичної допомоги (має суто соціальний характер) — лікарських препаратів відпускаються загалом як частка надання первинної медичної допомоги, стаціонарного лікування і фінансуються з джерел державного бюджету, фондів соціального страхування та обов'язкового медичного страхування;
- недержавна система (превалює приватний характер фармацевтичної допомоги) — здійснюється в умовах зростання цінової конкуренції, включаючи заміну лікарських препаратів аналогічними, контролю оптових і роздрібних цін і допускає використання джерел фінансування й компенсації вартості лікарських препаратів як за рахунок суспільних внесків, так і внесків добродійних фондів та іншого.

Основною метою в цій системі реімбурсації є досягнення стабільних джерел фінансування і зменшення витрат на лікарських препаратів. Це здійснюється за рахунок відбору ефективних лікарських препаратів, що підлягають реімбурсаці, їх раціонального використання, встановлення обсягів бюджетних асигнувань та соціально обґрунтованої участі пацієнтів в оплаті вартості ліків.
Функціонування недержавної системи реімбурсації і забезпечення доступності лікарських засобів для населення, як правило, здійснюється в умовах зростання цінової конкуренції.

## Компенсація коштів
У залежності від особливостей системи охорони здоров'я країни використовуються такі механізми реімбурсації:
- для застрахованих осіб ґрунтується на основі подання пацієнтом рахунку витраченої на лікування суму страховій компанії — тут немає безпосереднього зв'язку між страховим фондом та медичними й аптечними закладами (діє у Франції та інших країнах);
- для аптек та медичних закладів надходять безпосередньо від страхової компанії на підставі домовленості між страховим фондом, медичним та аптечним закладом (діє в Німеччині та інших країнах).

В Україні відповідними постановами Кабінету Міністрів України затверджується перелік тих лікарських препаратів, які можна закуповувати за бюджетні кошти і система компенсації вартості лікарських препаратів передбачена залежно від захворювання, його тяжкості та від категорії пацієнта.
Від січня 2017 Міністерство охорони здоров'я України запустило новий проект реімбурсації вартості ліків.
На початок 2021 року механізм реімурсації такий: лікар виписує пацієнту рецепт на ліки з переліку лікарських препаратів, які можна купувати за бюджетні кошти. Пацієнт отримає ці ліки безкоштовно у аптеці, яка бере участь у програмі реімбурсації. Ця аптека отримає компенсацію завдяки програмі реімбурсації на основі контракту з НСЗУ, який укладається через МІС.

## Програма "Доступні ліки"
«Доступні ліки» — урядова програма, що забезпечує повну або часткову оплату вартості деяких лікарських засобів з бюджетних коштів. Вона поширюється на лікування захворювань, які добре лікуються амбулаторно, проте часто призводять до інвалідності й смерті пацієнтів.
За умовами програми безплатно чи з доплатою можна отримати лише монопрепарати — ліки, що містять одну діючу речовину.
Основні нормативні документи, що регулюють роботу програми «Доступні ліки»:
- Закон України "Про державні фінансові гарантії медичного обслуговування населення" від 19.10.2017 № 2168-VIII

Постанови КМУ:
- «Деякі питання реімбурсації лікарських засобів» від 27.02.2019 № 135
- «Деякі питання щодо договорів про реімбурсацію» від 27.02.2019 № 136
- «Про затвердження Порядку використання коштів, передбачених у державному бюджеті на відшкодування вартості лікарських засобів для лікування окремих захворювань» від 27.02.2019 №141
- "Деякі питання реімбурсації лікарських засобів за програмою державних гарантій медичного обслуговування населення" від 28.07.2021 № 854